# 海津晶子
海津 晶子（かいづ あきこ、1973年9月21日 - ）は、日本の元女性タレント、元グラビアアイドル。埼玉県出身。血液型O型。

## 略歴
- 武南高等学校出身で、上野良治とは同級生。
- 1995年、JOMOイメージガールを務める。
- 『トゥナイト2』（テレビ朝日）では山本晋也と共にリポーターをしていた。

## 出演

### テレビ
- トゥナイト2（2000年 - 2002年、テレビ朝日） - リポーター
- ただいま満室（2000年10月4日、テレビ朝日）